# Марк Азиний Марцел (консул 104 г.)
Вижте пояснителната страница за други личности с името Марк Азиний Марцел.
Марк Азиний Марцел (на латински: Marcus Asinius Marcellus) e политик на Римската империя от края на 1 и началото на 2 век по времето на император Траян.
Произлиза от клон Марцел на фамилията Азинии. Син е на Марк Азиний Марцел (консул 54 г.). Внук е на Марк Азиний Агрипа (консул 25 г.) и правнук на Випсания Агрипина, бивша съпруга на Тиберий.
През 104 г. Марцел е консул заедно със Секст Атий Субуран Емилиан.